# Megalophanes hampsoni
Megalophanes hampsoni is een vlinder uit de familie zakjesdragers (Psychidae). De wetenschappelijke naam van deze soort is voor het eerst geldig gepubliceerd in 1894 door Bethune-Baker.